# Jean Antoine Kerkhof
Jean Antoine Kerkhof (Brugge, 27 april 1625 – aldaar, 3 april 1685) ook gezegd Van de Kerkhove, was een Zuid-Nederlands officier, nadien priester, genealoog en heraldicus.

## Levensloop
Kerkhof of Vanden Kerkhove was een zoon van G. Kerkhof en Madeleine Bultinck. Na zijn middelbare studies in Brugge, trad hij in het Spaanse leger. Hij doorliep een uitstekende loopbaan die hem op zevenentwintigjarige leeftijd tot de graad van kolonel bracht. Tegen die tijd voerde hij het bevel over een versterkte burcht, gelegen tussen Sint-Omaars en Grevelingen.
Hij verzaakte aan verdere bevorderingen, verliet het leger en werd in 1655 priester gewijd. In 1669 verkreeg hij een prebende als kanunnik in het kapittel van Mesen. Na een paar jaar verhuisde hij weer naar Brugge en werd er kapelaan in de Onze-Lieve-Vrouwekerk.

## Werken
- Recueil des Blasons, de wapenschilden van talrijke families, door de auteur getekend en gekleurd, manuscript.
- Alphabet des Blasons, manuscript, vervolg van het voorgaande.
- Boeck der begravenissen binnen Brugge, manuscript, met vele wapenschilden.
- Graf-tooneel, dat is Aenwysinghe van alle serken ligghende inde collegiale kercke van O.-L.-V. in Brugghe, manuscript, 1669.
- Wetten der stadt Brugghe, beginnende van het jaer 1322 tot het jaer 1683, 3 Vol., werkdat werd verder gezet tot in 1792 door Pieter Ledoulx vader en zoon.
- Dictionnaire généalogique des familles nobles de la Belgique, verschillende volumes, meer dan 2.000 genealogieën.
- Boeck der Preuven, genealogische bewijzen, verwijzend naar het voorgaande boek.